# Grand Bois
Grand Bois är en ort i Mauritius.   Den ligger i distriktet Savanne, i den sydvästra delen av landet, 29 km söder om huvudstaden Port Louis. Grand Bois ligger 407 meter över havet och antalet invånare är 7 804. Den ligger på ön Mauritius.
Terrängen runt Grand Bois är huvudsakligen kuperad, men åt nordväst är den platt. Runt Grand Bois är det tätbefolkat, med 383 invånare per kvadratkilometer. Närmaste större samhälle är Curepipe, 11,8 km norr om Grand Bois. Omgivningarna runt Grand Bois är en mosaik av jordbruksmark och naturlig växtlighet.